# ウィリアム・アシュバーナム (第2代アシュバーナム男爵)
第2代アシュバーナム男爵ウィリアム・アシュバーナム（英語: William Ashburnham, 2nd Baron Ashburnham、1679年5月21日 – 1710年6月16日）は、イギリスの貴族、地主、政治家。1702年から1710年まで庶民院議員を務めた後、アシュバーナム男爵の爵位を継承したが、同年に急死した。

## 生涯
初代アシュバーナム男爵ジョン・アシュバーナムとブリジット・ヴォーン（Bridget Vaughan）の長男として、1679年5月21日に生まれた。
1701年11月イングランド総選挙で父に推されてヘイスティングズ選挙区で立候補したが、父の影響力が足りずホイッグ党候補の当選を防げなかった。続く1702年イングランド総選挙で再び立候補したときはトーリー党に有利な情勢の追い風を受けて当選、1705年イングランド総選挙と1708年イギリス総選挙でも再選した。
1710年1月21日に父が死去するとアシュバーナム男爵の爵位を継承したが、自身も同年6月16日に天然痘で死去、子供がいなかったため爵位は弟ジョンが継承した。

## 家族
1705年10月16日、キャサリン・テイラー（Catherine Taylor、1710年没、トマス・テイラーの娘）と結婚したが、2人の間に子供はいなかった。